# Eukiefferiella pseudomontana
Eukiefferiella pseudomontana är en tvåvingeart som beskrevs av Maurice Emile Marie Goetghebuer 1935. Eukiefferiella pseudomontana ingår i släktet Eukiefferiella och familjen fjädermyggor. Inga underarter finns listade i Catalogue of Life.